# Michelle McLean
Michelle McLean (Windhoek, 31 de julio de 1972) es una modelo namibia. Fue coronada Miss Universo en 1992. Tenía 19 años de edad cuando representó a Namibia y se convirtió en la primera y única mujer de su país en ganar la corona.

## Miss Mundo
Antes de convertirse en Miss Universo, McLean compitió en Miss Mundo 1991. En la competición preliminar, que estaba atada en el segundo lugar con una puntuación de 51, junto con Miss Sudáfrica, detrás de la eventual ganadora, de Venezuela Ninibeth Leal. McLean finalmente terminó en el top 5.

## Miss Universo
En el certamen de Miss Universo 1992, que terminó de segunda en la preliminar con una puntuación de 9,147, justo detrás de Carolina Izsak de Venezuela, quien había ganado los tres competencia preliminares. 
Sin embargo, el calor de McLean y amor hacia los niños, su oratoria, así como su elevada estatura, ayudaron a que se quedara con la corona ganándole a Izsak, Paola Turbay de Colombia y Madhushri Sapre de India.
En 1992, Michelle fundó Michelle McLean niños, confianza en Namibia, que se centra en la educación y cuidado de los niños desfavorecidos.

## La vida después de Miss Universo
Michelle fue un instrumento en traer el concurso de Miss Universo para su país en 1995. 
Michelle se casó con su novio desde hace mucho tiempo, Neil Bierbaum, pero se divorciaron en 2006.
En 2009, fue coanfitriona de Miss Mundo en Sudáfrica.